# Oggi
『Oggi』（オッジ）は、小学館から発売されている女性向けファッション雑誌。1992年創刊。
20代後半～30歳前後の女性を主な購読者層にしている。毎月28日発売。
このページではウェブサイト『Oggi.jp』についても述べる。

## 概要
ファッション雑誌『CanCam』の増刊号が前身で、大学や短大を卒業した働く女性に向けたファッション雑誌として1992年に創刊した。創刊号の表紙に起用されたヒロコ・グレースは、初代カバーモデルとして活躍した。
小学館刊行の女性向けファッション月刊誌の中では、カジュアル系の『AneCan』と同世代を主たる対象としているが、こちらはコンサバ系である。以前は、『CanCam』の唯一の上位雑誌だったが、『CanCam』のコンサバ色の希薄化・カジュアル化とそれに伴う『AneCan』の創刊により、立ち位置が若干変化した。「コンサバ」系においては、上位誌として『Domani』、さらに上位誌として『Precious』が発売されている。
タイトルはイタリア語で「今日」を表し、同じくイタリア語で「明日」を表す「Domani」と対応している。

## 「Oggi」と「Domani」のイメージソング
1997年4月、崎谷健次郎が歌うイメージソング「Oggi」が発売された。これは、系列誌「Domani」のイメージソングと同時に発表されたもので、‘雑誌イメージソング’の先駆けと言えるものであった。曲はすべて崎谷健次郎が作詞・作曲・編曲を手がけ、「Domani / Oggi」の両A面として、ポニーキャニオンから発売された。
「Domani」は、崎谷がイタリア旅行から着想を得て長閑な花畑を連想させる曲で、イタリア語で「明日」を意味する「Domani」を擬人化して歌っている。「Oggi」は、対照的にコンピュータープログラミングでのアップテンポでメロディアスなダンスミュージックとなっていて、イタリア語「今日」を意味する「Oggi」を前向きに生きようと歌っている。
新聞広告による読者へのCDプレゼントなども行われたが、紙面での連動性が低かったこともあり、大きな話題とはならなかった。しかし、ファッション雑誌と同一タイトルのイメージソングまた、雑誌イメージソングのみで構成されるシングルリリースという点では非常に画期的企画であった。

## モデル
公式サイトに準拠
専属モデル
- 朝比奈彩
- 飯豊まりえ
- 泉里香
- 髙橋ひかる
- 滝沢カレン

- 古畑星夏

レギュラーモデル
- 有末麻祐子
- 鹿沼憂妃
- 若月佑美（美容）

専属アンバサダー
- 山賀琴子

### 過去のモデル
カバーモデル
- ヒロコ・グレース
- 江角マキコ
- 天海祐希
- 松たか子
- 黒谷友香
- 青山恭子
- 国分佐智子
- 長谷川理恵
- 小泉里子
- ヨンア
- 杏
- LIZA
- 絵美里
- 佐々木希
- 松島花
- 矢野未希子

レギュラーモデル
- AKEMI
- 安座間美優
- 有村実樹
- アレクサ
- 石井美絵子
- 石川亜沙美
- 香川沙耶
- ケリー
- 佐藤栞里
- SHIHO
- 新内眞衣（WEB版「Oggi.jp」でレギュラーモデル）
- 滝沢沙織
- 千国めぐみ
- 土屋巴瑞季
- 林田岬優
- 美香
- 水沢エレナ
- 光宗薫
- 宮田聡子
- 森絵梨佳
- 渡辺知夏子
- 渡辺佳子

## Oggi.jp
働く全ての女性に向けて、シンプルでセンスのよい「ファッション」「ビューティ」「ライフスタイル」情報を届けることを目的にしている。「仕事」「恋愛」「結婚」などのコンテンツを充実させ、“今日（オッジ）”をイキイキと働く、全国の女性を応援している。
2019年3月7日に新内眞衣（当時乃木坂46）が、雑誌『Oggi』のウェブ版である『Oggi.jp』の初のレギュラーモデルに就任することが発表された。編集長はOggi.jpについて「Oggi.jpは働く女性のためのwebメディアです。コンテンツを作る上で何より大切なのは“眞“に迫るリアリティと、“衣”装に憧れをまとわせること。」と述べている。
2022年、新内が乃木坂46を卒業することにともない、レギュラーモデルを務めていた『oggi.jp』も卒業。